# ジョージ・ルウェリン・デイヴィス
ジョージ・ルウェリン・デイヴィス (George Llewelyn Davies 1893年7月20日-1915年3月15日) は、アーサー・ルウェリン・デイヴィスとシルヴィア・ルウェリン・デイヴィス夫妻の5人息子の長男。4人の弟たちと共に、ジョージは脚本家ジェームス・マシュー・バリーのキャラクターであるピーター・パンやロスト・ボーイズに着想を与えた。彼の名は『ピーター・パン』の登場人物であるジョージ・ダーリングの名に使用された。1915年、第一次世界大戦で亡くなった。イギリスの作家ダフニ・デュ・モーリエのいとこである。

## 生い立ち
デイヴィスと弟のジャックはナニーのメアリー・ホグソンと共にいつも通りケンジントン・ガーデンズに出掛けた際、バリーと出会った。当時4歳であったデイヴィスは、バリーの初期の冒険作品に登場する少年の描写に影響を与えた。1901年、バリーの別荘であるブラック・レイク・コテージでホリデーを過ごした際、バリー撮影による弟ピーターを中心とした写真絵本『The Boy Castaways 』に弟ジャックと共に参加した。
1904年に初演されたバリーの戯曲『ピーター・パンあるいは大人になりたがらない少年』において、1903年の執筆開始時、デイヴィスは10歳でピーター・パンと大体同い年であった。バリーはピーター・パンやロスト・ボーイズの描写はデイヴィス兄弟の言動をしばしば参考にしていたと語った。例えばバリーが、亡くなった赤ん坊はネバーランドで生きると語ったところ、ジョージが「死ぬことはとても大きな冒険だね」と語ったことがピーター・パンの最も有名な台詞の1つとなったとされる。
1907年にデイヴィスの父アーサーが亡くなると、バリーはデイヴィス兄弟に経済的支援をしており、1910年にデイヴィスの母シルヴィアが亡くなると後見人となった。デイヴィスはバリーを「ジムおじさん」と呼び、成長しても親しく、進学で離れても定期的に手紙を交換していた。のちに末の弟ニコはデイヴィスとマイケルはバリーと「一心同体」であったと語った。

## 成長後

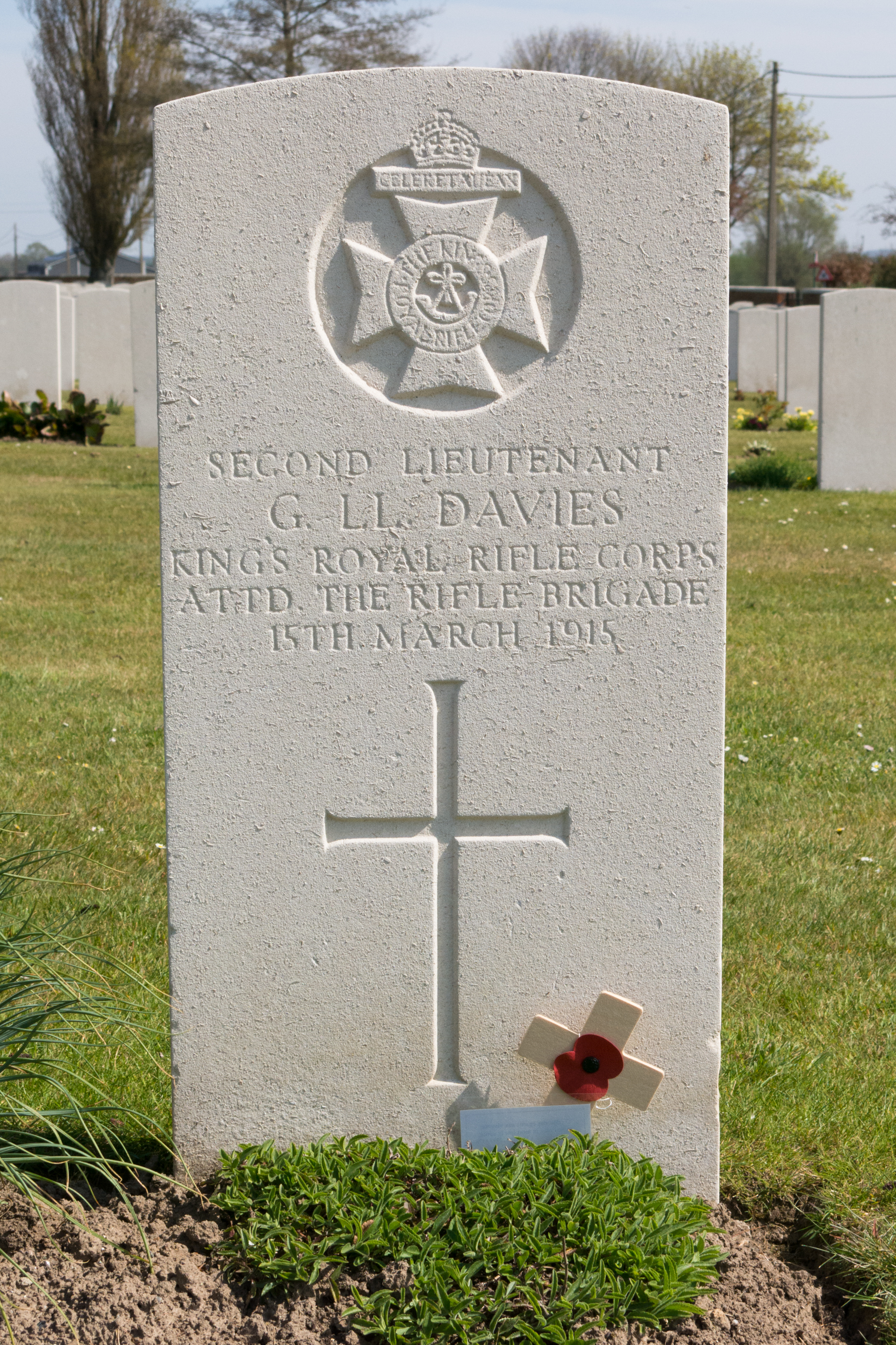
ベルギーにあるデイヴィスの墓標

デイヴィスはイートン・カレッジに進学し、スポーツ特にクリケットの才能を発揮し、下級生のうちにエリート社交クラブ「ポップ」に選出された。その後トリニティ・カレッジ (ケンブリッジ大学)に進学し、伯父で俳優のジェラルド・デュ・モーリエおよび脚本家のバリーの経歴を踏襲し演劇部に所属した。
イギリスが第一次世界大戦に参戦し、デイヴィスと弟ピーターは志願兵となった。王立ライフル隊少尉に任命され、フランドルの塹壕に着任し、銃撃を受け頭部を負傷して21歳で亡くなった。イーペル近くのVoormezeleに埋葬された。

## メディア
1978年、BBCはミニシリーズ『The Lost Boys 』を制作した。年齢に応じて、バリー役を演じたイアン・ホルムの息子バーナビー・ホルム、ポール・ホームズ、フィリップ・キャスラー、マーク・ベンソン、クリストファー・ブレイクの複数の俳優がデイヴィス役を演じた。
2004年の映画『ネバーランド』では子役のニック・ラウドが演じた。
ミュージカル『ファインディング・ネバーランド』において2014年のケンブリッジ公演、2015年のブロードウェイ公演ではソイヤー・ヌンズが演じた。